# Allosyncarpia
Genre
Espèce
Classification phylogénétique
Allosyncarpia est un genre de plantes à fleurs de la famille des Myrtaceae qui comprend une seule espèce, Allosyncarpia ternata, qui est un arbre originaire du Territoire du Nord en Australie.